# Mamelta
Mamelta – imię żeńskie pochodzenia łacińskiego, którego patronką jest św. Mamelta (zm. ok. 343 roku).
Mamelta imieniny obchodzi 17 października.